# جندو موريشيتا
جندو موريشيتا (باليابانية: 森下仁道) هو لاعب كرة قدم ياباني، ولد في 1995 في كوراشيكي في اليابان.